# كونترا III: حروب التحالف
كونترا III:حروب التحالف (بالإنجليزية: Contra III: The Alien Wars)‏ (باليابانية: 魂斗羅スピリッツ) ، هي لعبة إلكترونية من نوع أقتل واجري، أنتجت عام 1992م، وتعمل على أنظمة اللعبة مثل سوبر نينتندو انترتنمنت سيستم وجيم بوي أدفانس ونظام جيم بوي.

## وصلات خارجية
- Contra III: The Alien Wars على موقع غيم فاكس
- كونترا III: حروب التحالف على موبي غيمز
- Contra Spirits at superfamicom.org
- 魂斗羅スピリッツ / Contra Spirits at super-famicom.jp (باليابانية)